# Републикански път III-215
Републикански път IIІ-215 е третокласен път, част от републиканската пътна мрежа на България, изцяло на територията на област Силистра, Община Силистра. Дължината му е 10,2 км.
Пътят се отклонява наляво при 108,9-и км на Републикански път II-21 западно от село Калипетрово и тръгва на север. На 3 км отляво в него се вкючва Републикански път III-213 и на протежение от 3,9 км по ул. „Тутракан“ до бензиностанцията на OMV двата пътя се дублират. След бензиностанцията път IIІ-215 прави голяма дъга около центъра на Силистра по бул. „Македония“, достига до фериботното пристанище Силистра (на км 9 км), завива на изток по ул. „Капитан Кръстев“, а след това на юг по ул. „7-и септември“ и се съединява с Републикански път I-7 при неговия 0,3 км, в непосредствена близост до ГКПП Силистра -Кълъраш.
| Пътища, отклоняващи се надясно (населено място, № на пътя, посока на пътя) | Км   | Пътища, отклоняващи се наляво (посока на пътя, № на пътя, населено място) |
| -------------------------------------------------------------------------- | ---- | ------------------------------------------------------------------------- |
| Община Силистра, II-21, 108,9 км ←                                         | 0,0  | ← 108,9 км, II-21, Община Силистра                                        |
|                                                                            | 3,0  | ← 5,4 км, III-213 (от 103,2 км на II-21)                                  |
| (за 8,8 км на I-7 и 114,9 км на II-21) III-213, 9,3 км, гр. Силистра ←     | 6,9  | гр. Силистра                                                              |
| ферибот Силистра                                                           | 9    | ферибот Силистра                                                          |
| (за ГКПП Лесово - Хамзабейли) I-7, 0,3 км, гр. Силистра ←                  | 10,2 | ← гр. Силистра, 0,3 км, I-7 (от ГКПП Силистра -Кълъраш)                   |

Забележка
1. ↑  На протежение от 3,9 км (от км 3 до км 6,9) Републикански път IIІ-215 се дублира с Републикански път III-213 (от км 5,4 до км 9,3)